# Josip Baljkas
Josip Baljkas (Ston, (tada Austro-Ugarska), 8. kolovoza 1905. – Buenos Aires (Argentina), 26. rujna 1986.), je bio hrvatski pravnik, ustaški dužnosnik i politički emigrant.

## Međuratno razdoblje
Rođen je 8. kolovoza 1905., u Stonu, gdje je završio pučku školu, dok je klasičnu gimnaziju završio u Dubrovniku. U Zagrebu je završio pravni studij te je stekao doktorat iz pravnih znanosti, da bi u Kraljevini Jugoslaviji radio kao odvjetnik, u Dubrovniku. U međuratnom je razdoblju bio politički aktivan u desnom krilu HSS-a, iako je po naravi bio pristalica radikalnih i revolucionarnih ideja ustaškog pokreta. Na izborima 1938. izabran je za predsjednika općine Dubrovnik, te je tu dužnost nastavio obnašati i nakon izbijanja rata i uspostave NDH, do 1942. godine.

## Drugi svjetski rat
Izbijanjem Travanjskog rata i okupacijom Jugoslavije, stavlja se na raspolaganje i pristupa ustaškom pokretu. Dana 17. travnja 1941. sudjelovao je u svečanom dočekivanju njemačkih, a potom i talijanskih, jedinica koje su ušle u Dubrovnik.
Početkom 1943. biva premješten u Zagreb, odakle je imenovan za stožernika Ustaškog stožera Pliva u Jajcu, da bi potom iduće, 1944., bio postavljen za ustaškog povjerenika u Bihaću, da bi u ožujku 1945. stigao u Zagreb. Početkom svibnja 1945. povlači se iz Zagreba u Austriju, gdje se predaje Britancima. S obzirom da su se mnoge jugoslavenske izbjeglice u britanskoj zoni u Austriji mogle slobodno kretati, dok je manji dio bio smješten u izbjegličkim logorima, okupacijske su vlasti među njima ipak pravile razlike u tretmanu pojedinih pripadnika iz skupina četnika, ustaša i pripadnika bivše kraljevske vojske, posebno kod razmatranja mogućnosti njihova izručenja na zahtjev jugoslavenskih vlasti.

## Emigracija
U postupcima izručivanja jugoslavenskih izbjeglica natrag u Jugoslaviji, kod Britanaca, je prevladavala oportunost, te iako nisu imali dvojbi o krivnji, posebno izbjeglih ustaša za sudjelovanje u počinjenju ratnih zločina, zbog političkih kalkulacija, ali i moguće obavještajne suradnje znali su odgađati izručenja. Baljkas je kao ratni gradonačelnik Dubrovnika, te kasniji ustaški stožernik u Jajcu i povjerenik u Bihaću bio svjestan svoje pozicije i kakva bi ga sudbina mogla dočekati ako bude izručen socijalističkoj Jugoslaviji, te se odlučio na bijeg iz britanske okupacijske zone u Austriji, te je uz pomoć i posredovanje Krunoslava Draganovića, iz luke Genove u Italiji 22. studenoga 1947. putničkim brodom Santa Rita stigao u luku Buenos Aires, u Argentini, gdje je kasnije vodio tvornicu tjestenine.
Umro je u Buenos Airesu, 26. rujna 1986., u osamdeset drugoj godini života.